# Üres összeg
A matematikában az üres összeg, tagok nélküli összeg vagy nulláris összeg a tagok nélküli összeadás végeredménye. Megegyezés alapján az üres összeg értéke 0, avagy az additív egységelem, hasonlóan ahhoz, ahogy az üres szorzat értéke megegyezik a multiplikatív egységelemmel (azaz 1-gyel).
Tekintsük az a1, a2, a3 ...  számsorozatot, és legyen
{\displaystyle s_{m}=\sum _{i=1}^{m}a_{i}=a_{1}+\ldots +a_{m}}
a sorozat első m tagjának összege. Ekkor
{\displaystyle s_{m}=a_{m}+s_{m-1}}
minden m = 1,2,... számra, ha megegyezünk abban, hogy {\displaystyle s_{1}=a_{1}} és {\displaystyle s_{0}=0}. Más szavakkal tehát az {\displaystyle s_{1}} egytagú „összeg” értéke megegyezik az egyetlen taggal, míg a tagok nélküli {\displaystyle s_{0}} „összeg” értéke 0. A nulla vagy egy tagú „összeg” megengedése számos matematikai képletben lecsökkenti az esetek számát, amivel foglalkozni kell. Az ilyen összegek természetes kiindulási pontjai számos teljes indukciós bizonyításnak és algoritmusnak. Emiatt az „üres összeg értéke 0” elterjedt konvenció a matematikában és a számítógép-programozásban, hasonlóan az „üres szorzat értéke 1” konvencióhoz.
Az „üres összeg” a számokon kívül más halmazokon is definiálható, például vektorok, mátrixok, polinomok esetében, általában valamely Abel-csoportban az üres összeg értéke a csoport zéruseleme.

## Az üres összeg definíciójának értelme
Az üres összeg koncepciójának hasznossága koncepcionálisan a 0 és az üres halmaz hasznosságához hasonlítható: bár önmagukban nem túl érdekes fogalmak, létezésük sok matematikai fogalom egyszerűbb kezelését teszi lehetővé.

### Példa: üres lineáris kombinációk
A lineáris algebra területén egy V vektortér bázisa egy olyan lineárisan független B részhalmaz, melyre V minden eleme előállítható B-beli lineáris kombinációval. Az üres összeg-konvenció miatt a nulla dimenziós V={0} vektortérnek is van bázisa, méghozzá az üres halmaz.